# Atriplex argentina
Atriplex argentina är en amarantväxtart som beskrevs av Carlos Luis Spegazzini. Atriplex argentina ingår i släktet fetmållor, och familjen amarantväxter. Inga underarter finns listade i Catalogue of Life.